# Liga Branca
A Liga Branca (White League), também conhecida como Liga dos Homens Brancos (White Man's League), foi uma organização paramilitar de supremacia branca criada no sul dos Estados Unidos em 1874. Seu objetivo era intimidar os libertos (ex-escravos negros emancipados) para que não votassem e impedir a organização política do Partido Republicano, recebendo apoio de elementos regionais do Partido Democrata. O primeiro núcleo foi estabelecido na Paróquia de Grant, Louisiana, e nas paróquias vizinhas, sendo composto em grande parte por veteranos confederados que participaram do massacre de Colfax em abril de 1873. Subsequentemente, outros núcleos foram fundados em Nova Orleans e em outras áreas do estado.

## Histórico
Embora a Liga Branca esteja às vezes associada a grupos secretos como o Ku Klux Klan e os Cavaleiros da Camélia Branca, a Liga Branca e outras organizações paramilitares do final da década de 1870 representaram uma mudança significativa em suas operações. Elas atuavam abertamente nas comunidades, buscavam cobertura da imprensa e as identidades de seus membros eram geralmente conhecidas. Grupos paramilitares semelhantes incluíam os Camisas Vermelhas (Red Shirts), que foram iniciados no Mississippi em 1875 e estavam ativos também na Carolina do Norte e do Sul. Esses grupos tinham objetivos políticos explícitos, como derrubar o governo da Reconstrução, e direcionavam suas atividades para a intimidação e remoção de candidatos e detentores de cargos republicanos do norte e afro-americanos.
Formados por veteranos confederados bem armados, eles trabalhavam para afastar os republicanos dos cargos, interromper sua organização política e utilizar a força para intimidar os homens livres, visando mantê-los longe das urnas. Os apoiadores da Liga Branca ajudaram a financiar a compra de armas modernas, como rifles Winchester, revólveres Colt e pistolas de agulha prussianas.

Algumas fontes atribuem à Liga Branca a responsabilidade pelo Massacre de Colfax de 1873, embora a organização tenha sido estabelecida oficialmente com esse nome apenas em março de 1874. Christopher Columbus Nash, um veterano confederado e ex-prisioneiro de guerra na Johnson's Island, em Ohio, liderou milícias brancas em Colfax com o objetivo de expulsar os detentores de cargos republicanos e afro-americanos que defendiam o tribunal. Suas forças assassinaram até 150 afro-americanos no Massacre de Colfax, em um evento no qual três homens brancos também foram mortos, sendo que um deles possivelmente faleceu por fogo amigo.

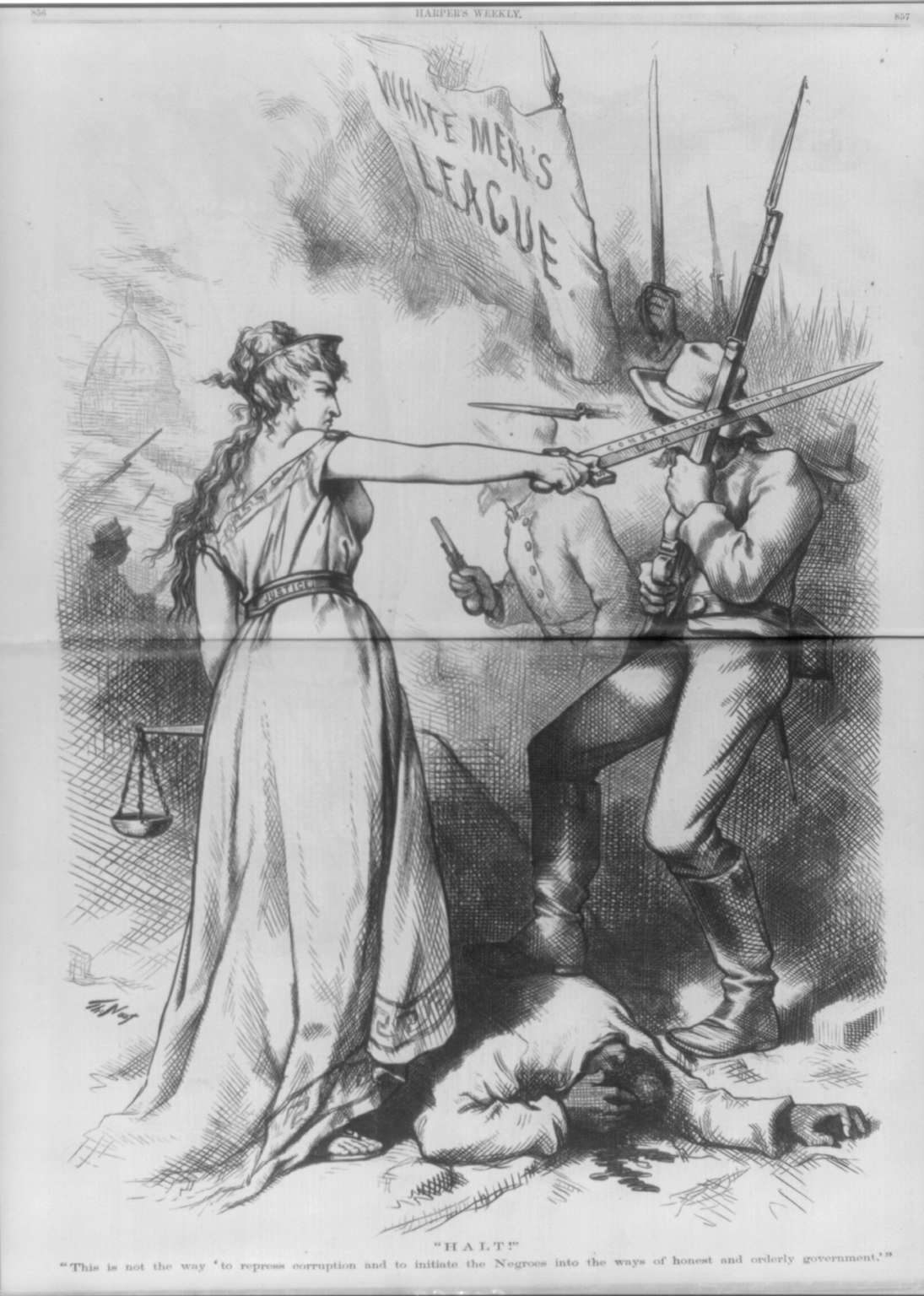
Um Columbia empunhando uma espada em um desenho animado de Thomas Nast de 1874, protegendo um homem negro ferido de ser espancado por uma multidão de membros da Liga Branca.

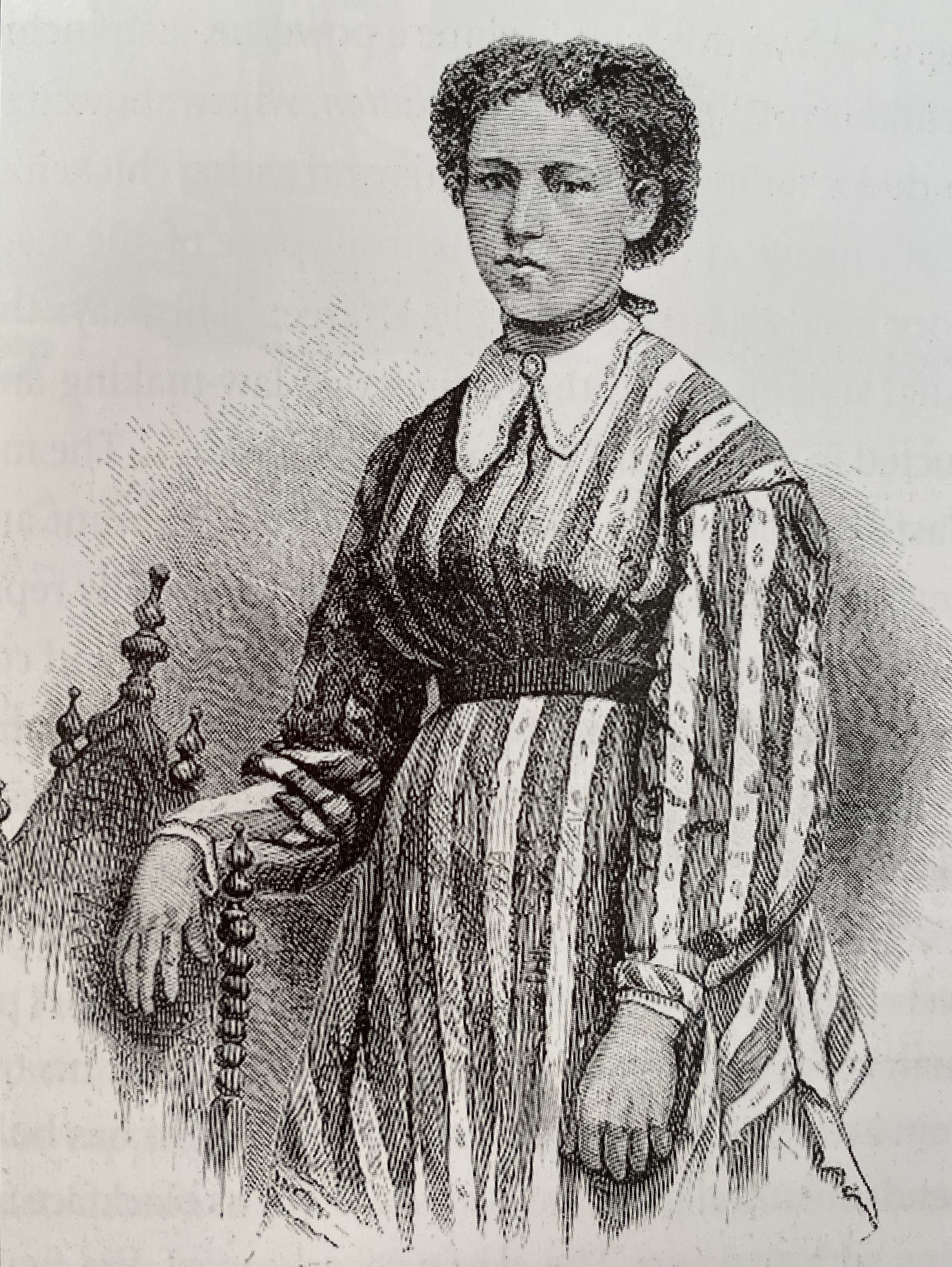
Julie Hayden, uma professora de 17 anos do Tennessee que foi assassinada pela Liga Branca em 1874.

A primeira unidade da Liga Branca, fundada em 1874, era composta principalmente por membros da força de Christopher Columbus Nash, muitos dos quais eram veteranos confederados que haviam participado do Massacre de Colfax. A organização expressou seu propósito de defender uma "civilização hereditária e o cristianismo ameaçados por uma estúpida africanização".
Nesse mesmo ano, membros da Liga Branca assassinaram Julie Hayden, uma jovem afro-americana de 17 anos que trabalhava como professora em Hartsville, Tennessee.

Em seu discurso sobre o Estado da União, em dezembro de 1874, o presidente dos Estados Unidos, Ulysses S. Grant, expressou desdém pelas atividades da Liga Branca, condenando-a por sua violência e por violar os direitos civis dos libertos:
Lamento dizer que, com os preparativos para a última eleição, surgiram em algumas localidades dos Estados do Sul indícios decisivos de uma determinação, por meio de atos de violência e intimidação, de privar os cidadãos da liberdade de votar por causa de suas opiniões políticas. Bandos de homens, mascarados e armados, apareceram; ligas brancas e outras sociedades foram formadas; grandes quantidades de armas e munições foram importadas e distribuídas a essas organizações; exercícios militares, com demonstrações ameaçadoras, foram realizados e, com tudo isso, assassinatos foram cometidos o suficiente para espalhar o terror entre aqueles cuja ação política deveria ser suprimida, se possível, por esses procedimentos intolerantes e criminosos.
O massacre de Coushatta ocorreu em outra Paróquia de Red River, onde a Liga Branca local forçou seis titulares de cargos republicanos a renunciar e prometer deixar o estado. A Liga assassinou esses homens antes que pudessem deixar a paróquia, junto com um número que variava de cinco a vinte homens livres, que eram testemunhas do evento. Em geral, em áreas remotas, a demonstração de força e os assassinatos diretos perpetrados pela Liga Branca frequentemente superavam qualquer oposição. Os membros da Liga eram veteranos confederados, experientes e bem armados.
Mais tarde, em 1874, a Polícia Metropolitana de Nova Orleans, estabelecida como uma milícia estadual pelo governador republicano, tentou interceptar um carregamento de armas destinado à Liga Branca. A organização havia entrado na cidade na tentativa de assumir o controle do governo estadual após a disputada eleição para governador de 1872. Na subsequente Batalha de Liberty Place, ocorrida em 14 de setembro de 1874, cerca de 5.000 membros da Liga Branca derrotaram 3.500 policiais e membros da milícia estadual, expulsando o governador republicano. Eles exigiram a renúncia do governador William Pitt Kellogg em favor de John McEnery, o candidato democrata. Kellogg se recusou, e a Liga Branca travou uma breve batalha que resultou em aproximadamente 100 baixas. Eles assumiram o controle da prefeitura e do arsenal por três dias, retirando-se pouco antes da chegada de tropas federais e navios destinados a reforçar o governo. Kellogg havia solicitado ajuda ao presidente dos Estados Unidos, Ulysses S. Grant, e, assim que as tropas chegaram, ele foi reintegrado ao cargo.
O presidente Grant enviou mais tropas em um mês, em um esforço para pacificar o vale do Rio Vermelho, no norte da Louisiana, que havia sido assolado pela violência, incluindo os massacres de Colfax em 1873 e Coushatta em 1874. A Liga Branca mostrou-se eficaz em suas ações; os votos dos republicanos diminuíram e os democratas recuperaram o controle da legislatura estadual em 1876.

## Legado
Um Monumento à Batalha de Liberty Place foi erguido em Nova Orleans em 1891. O monumento inicialmente celebrava a Batalha de Liberty Place, também conhecida como Batalha da Canal Street, que foi um golpe de estado fracassado e um motim liderado por terroristas paramilitares da Liga Branca em setembro de 1874. Em dezembro de 2016, o conselho da cidade votou pela remoção do monumento, e essa decisão foi confirmada por um tribunal federal de apelações em março de 2017.